# Hiraea gaudichaudiana
Hiraea gaudichaudiana är en tvåhjärtbladig växtart som först beskrevs av Adrien Henri Laurent de Jussieu, och fick sitt nu gällande namn av Adrien Henri Laurent de Jussieu. Hiraea gaudichaudiana ingår i släktet Hiraea och familjen Malpighiaceae. Inga underarter finns listade i Catalogue of Life.